# Église Saint-Nicolas de Bertoncourt
L'église de Bertoncourt est une église située à Bertoncourt, en France.

## Description
Elle contient les tombes de certains seigneurs de Chartogne  dans une crypte de la partie haute de la nef, la pierre tombale ayant été déplacée sur un mur en 1880, lors de travaux.Une autre pierre tombale existe, de Jean Pellot fils de Remy laboureur et Claudine Hachette, mort le 6 mars 1740.
Un groupe sculpté en bois polychrome de Nicolas et Eloi est classé.

## Localisation
L'église est située sur la commune de Bertoncourt, dans le département français des Ardennes. 